# 요크셔
요크셔(Yorkshire, 문화어: 요크샤)는 영국 잉글랜드 북부에 있었던 행정 구역이다. 영국의 행정 구역 가운데 가장 컸다. 그 큰 면적 때문에 오늘날에는 여러 개의 주로 나뉘어 있다. 그러나 요크셔는 사회, 문화적으로 여전히 하나의 지방으로 인식되고 있다. 오늘날의 잉글랜드 행정구역에서 요크셔 전체를 아우르는 공식 명칭은 요크셔험버(영어: Yorkshire and the Humber)이다.

## 개요
로마 제국이 브리튼섬을 정복하기 이전부터 켈트족 중 가장 큰 부족이었던 브리튼족의 일파인 브리간트족이 요크셔를 중심지로 하여 살고 있었다. 로마인들이 브리튼에 들어온 뒤 에보라쿰이 건설되었으며, 에보라쿰은 후일 요크시로 발전하였다. 요크셔는 로마 지배 초기 2세기 동안 브리타니아를 나눈 두 지방 중 북 브리타니아의 중심지로 번창하였으며 그 후 3세기 동안 4개의 지역으로 나뉜 브리타니아의 지방 중 브리타니아 세쿤다(라틴어 Britania Secunda, 브리타니아 제2구역)의 중심 도시였다.
잉글랜드 왕국이 세워지기 1세기 전 요크셔 지역에는 바이킹 왕국인 요르빅 왕국이 있었다. 오늘날까지 이어지는 큰 도시들은 대부분 노르만의 잉글랜드 정복 시기에 세워진 것들이다. 요크셔의 면적은 1831년 당시 약 15,000 km2이었으며, 현재의 요크셔 험버 지역의 인구는 약 5백만명이다. 요크셔는 요크셔 구릉, 북 요크 초지와 같은 넓은 녹지가 펼쳐져 있어 잉글랜드에서 가장 녹지가 많은 지방이다.
요크셔의 상징은 요크 왕가의 백장미 문장이다. 요크셔 기는 남색 바탕에 백장미 문양이 그려져 있다. 요크셔 사투리가 영국의 공식 언어 중 하나로 인정된 1974년 8월 1일부터 해마다 이날을 요크셔의 날로 기념하고 있다.

## 역사

### 켈트족
요크셔의 초기 정착민은 켈트족의 일파인 브리간트족과 파리시족이었다. 브리간트족은 알프스 또는 켈트 갈레시아에서 기원한 민족으로 지금의 북 요크셔와 서 요크셔일대에 정착하였다. 브리간트족의 중심지는 지금의 알브보러프(영어 Aldborough)였으며 로마시기에 이수리움 브리간툼(라틴어 Isurium Brigantum)로 불렸다. 클라우디오스 프톨레마이오스의 저서 《지리학：Geographia》에 브리간트족의 9개 도시 국가중 6개의 위치가 수록되어 있다.
한편, 파리시족은 지금의 동 요크셔지역에 거주하였으며 이들은 갈리아의 루테티아에(지금의 프랑스 파리시 인근) 살고 있었던 파리시족과 연관된 민족이었다.
43년 로마의 브리튼 정복이 시작되어 브리간트는 로마의 속국이 되었으나 여전히 브리간트 왕국이 유지되었다. 당시 브리간트는 카르티만두아여왕과 그의 남편 베누티우스가 지배하고 있었다. 이것은 당시 브리튼섬에서 가장 강력한 군대가 있었던 브리간트와 로마의 충돌이 만들어낸 결과였다.

### 로마제국 시기

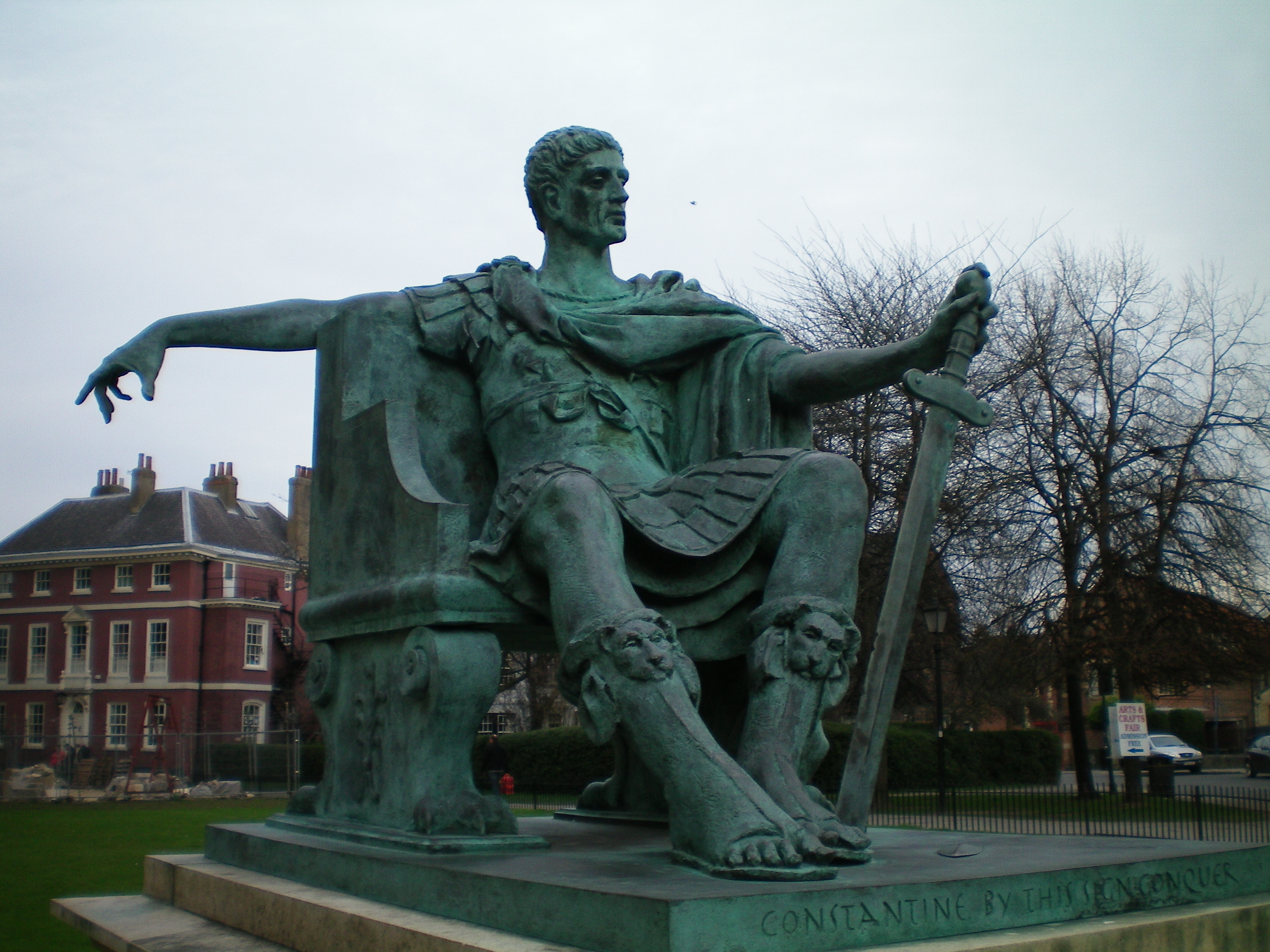
요크대성당에 세워져 있는 콘스탄티누스 1세의 동상

51년 카르티만두아 여왕이 베누티우스와 이혼하고 벨로카투스와 결혼하여 브리간트의 왕권에 변화가 생겼다. 카르티만두아 여왕은 그녀의 왕국을 보전하기 위한 방편으로 로마와 동맹을 맺고 우호적인 관계를 유지하는 정책을 취했다. 그녀의 전 남편인 베누티우스는 그녀와 로마의 연맹에 대항하여 반란을 일으켰다. 베누티우스는 왕권을 탈환하였으나 71년 퀸투스 페틸리우스 케리아리스이 지휘하는 로마 군대가 브리튼섬을 정복하였다.
로마 제국의 지배 기간 동안 지금의 요크시로 발전하게 된 에보라쿰이 건설되어 북 브리타니아의 중심 도시가 되었다. 에보라쿰은 한 때 브리타니아 전체를 관할하는 중심 도시의 역할을 하기도 하였으며 이후 4개의 지방으로 나뉜 브리타니아의 지방 행정구역 중 하나인 브리타니아 세쿤다의 중심도시가 되었다. 306년 로마의 황제 콘스탄티우스 클로루스가 요크시를 방문하던 중 사망하였다. 그의 아들인 콘스탄티누스 1세는 아버지와 함께 요크를 방문하고 있었고 그 자리에서 후임 황제로 즉위하였다.
400년대 초 로마 제국의 몰락과 함께 브리타니아에 대한 로마의 지배도 끝을 맺었다. 그러나 당시 로마 제국의 제도와 문화는 이후에도 요크셔 지방에 지속적인 영향력을 발휘하였다.

### 앵글로족의 등장
로마의 지배가 끝나자 요크셔 지방에는 다시 몇 개의 켈트족 국가가 세워진다. 에브라욱 왕국이 요크 주변에 자리잡았으며, 엘멧 왕국이 서 요크셔 지방에서 일어났다. 이와 같은 시기 앵글로족이 이 지역에 들어와 메르시아 왕국, 노섬브리아 왕국, 데이라 왕국과 같은 왕국을 건설하였으며 이들은 특히 엘멧 왕국과 잦은 전쟁을 벌였다. 엘멧 왕국은 이들에 맞서 150년 가까이 저항하였다.
영국의 역사에서 이 시기는 흔히 앵글로-색슨 시대라 불리며 잉글랜드의 북쪽에서는 앵글로족이 남쪽에서는 색슨족이 들어와 왕국을 세우고 영토를 확장하고 있는 시기였다. 앵글로족의 여러 국가들은 결혼 등을 통해 합쳐져 보다 큰 국가가 되어 나갔으며, 결국 노섬브리아 왕국이 유일한 앵글로족 국가가 되었다.

### 요르빅 왕국
886년 흔히 대 바이킹 군대라 불리는 덴마크지역의 바이킹들이 노텀브리아 왕국을 침략하였다. 이들 바이킹은 요크셔 지역에 요르빅 왕국을 건설하였는데, 지금의 요크 시와 요크셔의 이름은 여기에서 유래한 것이다.
요르빅 왕국은 지금의 요크셔 지역을 중심으로 점차 영토를 확장하여 잉글랜드의 동북부 전역에 영향력을 행사하기에 이르렀다. 이 지역은 흔히 데인로(영어 Danelaw)라고 불리는데 덴마크인 지배 지역이란 뜻이다. 그러나 바이킹족이 직접 지배하는 지역은 요크셔로 한정되어 있었고 다른 지역은 앵글로족의 여러 왕국들이 바이킹에 항복하면서 속국의 형태로 남아있었다. 요르빅 왕국은 할프단 라그나르손에 의해 건국되었으며 이후 노르웨이의 왕에게 왕권이 넘겨졌다. 요르빅 왕국은 활발한 상업 활동을 벌였으며, 이들 바이킹은 스칸다나비아 반도뿐 아니라 지중해와 중동에서까지 무역활동을 벌였다. 요르빅 왕국의 마지막 왕은 에릭 블러드엑스였다.
요르빅 왕국의 멸망 후 요크셔 지역을 지배한 것은 웨식스 왕국이었다. 웨식스 왕국은 다시 노텀브리아라고 불리게 된 요크셔를 중심으로 한 잉글랜드 동북부 지역에서 백작령으로 시작되었으며 후일 웨식스의 왕은 잉글랜드의 왕이 되어 관세를 거두고 법을 재정하였다.

### 노르만의 침공

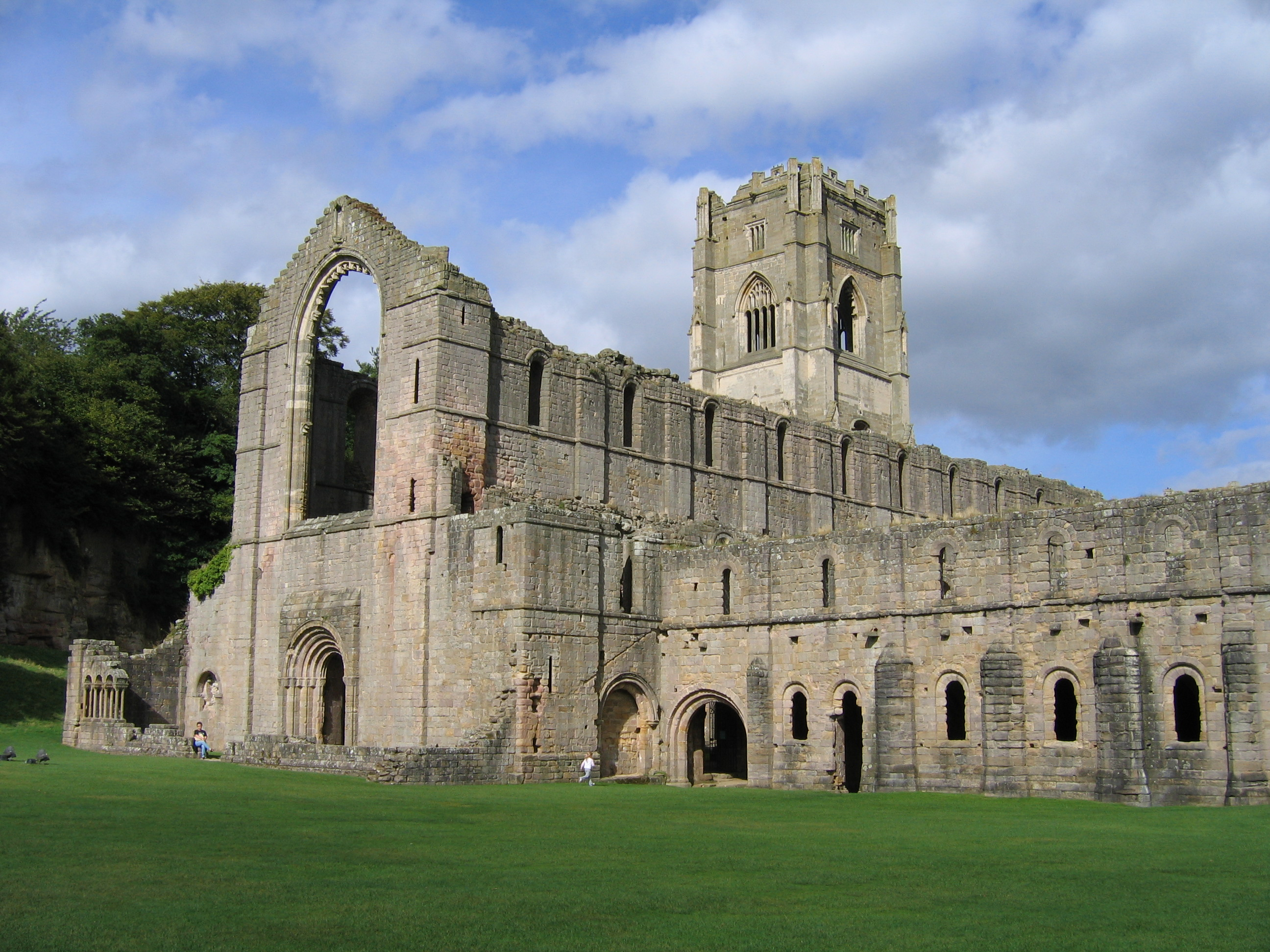
12세기에 지어진 요크셔의 수도원

1066년 헤이스팅스 전투가 일어난 그 주에 잉글랜드의 해럴드 2세는 그의 형 토스티그와 노르웨이의 하랄드 3세가 왕위를 요구하며 침략한 사건으로 인해 몹시 불안한 상태였다. 토스티그의 동맹군은 풀포드 전투에서 헤럴드 2세에게 이미 승리를 거두었다. 헤럴드 2세는 직접 군대를 움직여 스템포드 브리지 전투에서 이들을 격파하였다. 토스티그와 하랄드 3세는 이 전투에서 전사하였다. 전투에서의 승리에도 불구하고 헤럴드 2세는 정복왕 윌리엄의 군대에 대항하기 위하여 군대를 곧바로 남쪽으로 이동시켜야만 했다. 이들의 분쟁 덕에 아무런 피해없이 잉글랜드에 상륙한 윌리엄은 결국 헤이스팅스 전투에서 헤럴드 2세를 물리치고 잉글랜드의 왕이 되었다. 이로써 노르만 왕조가 시작되었다.
1069년 덴마크의 스웨인 2세의 지원을 받은 반란군이 노르만 왕조에 대항하여 요크를 탈환하고자 하였으나 윌리엄은 요크를 파괴하여 버렸다. 이 전쟁에서 노르만 왕조의 사령관이었던 헤링은 청야 작전을 감행하여 요크에서 더럼에 이르는 지역을 초토화하였다. 이 과정에서 요크셔 지역의 많은 마을이 파괴되고 사람들이 학살되었다.
다음 한 세기 동안 동안 요크셔 지역에는 많은 수도원이 들어서게 되었으며 노르만 왕조는 세입의 증대를 위해 새로운 도시들을 건설하였다. 리즈, 헐, 쉬필드, 반즐리, 동커스터, 스카버러 등이 이때 세워진 도시들이다. 노르만 정복 이전부터 있던 도시들로는 요크, 브리들링튼, 포클링튼의 셋 뿐이다.
요크셔의 인구는 꾸준히 증가하였으나 1315년 - 1322년의 대기근에 의해 많은 사람이 희생된다. 당시 기근으로 인해 죽은 사람의 수는 이전의 헤이스팅스 전투와 청야작전 등 노르만 침공에 의한 전쟁에서 죽은 모든 사람들의 수에 버금가는 것이었다. 더욱이 1349년에는 흑사병이 창궐하여 요크셔의 인구는 급감하였다.

### 장미 전쟁

요크 왕가의 흰 장미

잉글랜드의 리처드 2세가 퇴위된 후 플랜태저넷 왕가의 방계였던 흰 장미의 요크 왕가와 붉은 장미의 랭커스터 왕가사이에 왕위 계승권을 놓고 분쟁이 발생하였다. 이 분쟁은 결국 장미 전쟁으로 알려진 내전으로 발전하였다. 요크셔에서도 웨이크필드 전투와 투톤 전투가 벌어졌다. 특히 투톤 전투는 영국 내에서 일어난 전투 중 가장 격렬한 전투로 기록되고 있다. 1461년 3월 4일 랭커스터 왕가의 헨리 6세는 폐위되고 그의 친척인 요크 왕가의 에드워드 4세가 잉글랜드의 새 군주로 즉위한다.
그러나 에드워드 4세는 얼마 지나지 않아 급작스럽게 사망하였고 12살에 불과하였던 그의 아들 에드워드 5세는 즉위하자 마자 그의 삼촌이었던 리처드 3세에 의해 폐위 되었고 런던탑에 수감되었다. 에드워드 5세는 탑에 갇힌 왕자로 널리 알려져 있다. 이에 어머니 계통으로 왕실에 연결된 랭카스터 가의 유일한 왕위 요구자인 헨리 튜더가 프랑스의 루이 11세의 지원을 받아 리처드 3세를 격파하고 헨리 7세로 즉위하였다. 이로써 장미 전쟁은 끝나고 튜더 왕조가 열리게 되었다. 헨리 7세는 에드워드 4세의 딸인 요크의 엘리자베스와 결혼하였으며 랭커스터의 붉은 장미 속에 요크의 흰 장미가 그려진 문장을 사용하여 두 왕가의 통합을 상징하였다.

### 방직업의 발달과 내전
16세기에 들어 양모 산업이 서 요크셔를 중심으로 발달하기 시작하였으며, 웨이크필드와 핼리팩스는 방직업의 발달과 함께 성장하였다.
헨리 8세 시기, 요크셔 지역은 고용 인구의 변화로 인해 많은 수도원이 폐쇄되기에 이르렀으며 이는 1536년 요크에서 발생한 민란인 은총의 순례의 원인 중 하나로 작용하였다. 헨리 8세의 수장령에 의해 일어난 영국의 종교 개혁에 반발한 요크셔의 민란은 곧 진압되었으나 엘리자베스 1세 시기까지도 많은 요크셔 주민들이 로마 가톨릭을 신봉하였다. 이 와중에 순교한 마가렛 클리서로우는 가톨릭 성인으로 시성되었다.
17세기의 잉글랜드 내전 기간 동안 요크셔는 왕당파와 의회파로 분열되었으며 1644년 마스튼 무어 전투에서 청교도가 국왕군에게 승리하여 청교도 혁명이 일어나게 되었다.
18세기에 서 요크셔에서는 석탄 채광이 시작되었고, 1700년대 후반에는 최초로 통행료를 받는 유료 도로가 생겼으며 광천수가 건강에 좋다는 믿음이 퍼져 할로게이트의 온천이 각광받기도 하였다.

### 근래의 요크셔
19세기에 들어서도 요크셔는 산업 혁명과 함께 꾸준히 성장하였으며 철강, 석탄, 직물이 주요 생산물이었다. 1832년에서 1848년 사이 산업혁명기의 열악한 노동조건과 도시 환경으로 인해 콜레라가 번져 많은 사람이 희생되기도 하였다. 한편, 요크셔 철도가 건설되어 전국 철도망과 연결되었다. 19세기에 요크셔 지방의회는 요크셔를 3개의 라이딩(하위 자치구역)으로 나누었다. 그러나 당시에는 선거구가 있는 대도시는 라이딩에 포함되지 않았다.
제2차 세계대전 기간 동안 요크셔에는 영국 공군 폭격 사령부가 있었다. 1970년대 영국의 지방자치 개편에 따라 요크셔는 세개의 지방자치구역으로 분할 되었으며 요크셔 주민들 중 상당수가 이 조치를 반대하였다. 현재 요크셔는 여러 지방 자치 단체로 구성되어 있으며 과거의 요크셔 지역 전체를 묶는 행정단위는 요크셔험버이다. 이 행정 편제는 예전에는 요크셔와 다른 지역으로 여겨졌던 링컨셔주의 북부가 포함되어 있고 과거에는 요크셔에 포함되었던 새들워스, 포레스트 오브 볼랜드, 세드버그, 덴트, 티스데일, 미들즈브러, 레드카 클리블랜드 같은 지역은 제외되어 있어 문화적인 의미의 요크셔 지역과는 차이가 있다.

## 지리

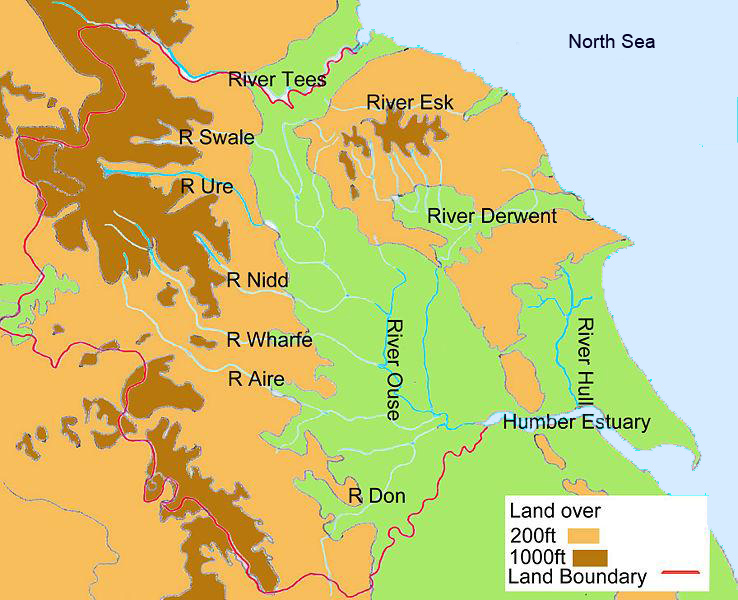
요크셔의 지리 및 경계

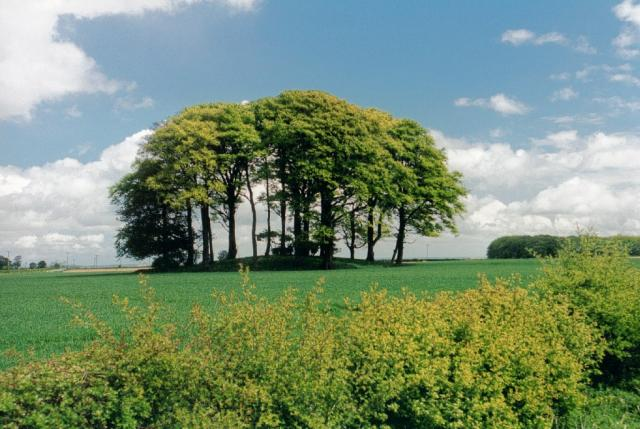
요크셔의 농촌지역

요크셔 지역의 경계는 북쪽의 티스강, 남쪽의 험버 하구, 서쪽의 페나인산맥이며 동쪽으로는 북해와 닿아있다. 요크셔의 주위에는 서로 다른 역사와 문화를 지닌 링컨셔주, 더럼주, 노팅엄셔주, 더비셔주, 체셔주, 랭커셔주, 웨스트모얼랜드와 같은 주들이 인접해 있다. 페나인산맥의 지질은 석탄기의 것이고, 북 요크 초지를 중심으로 한 북동부는 쥐라기 지질이다. 이외에도 요크셔 중심부는 선캄프리아기, 남부는 트라이아스기, 남동부는 백악기의 지질을 보인다.
요크셔의 주요 강으로로는 북쪽의 티스강과 중심부를 흐르는 오즈 강이 있다. 티스강은 요크셔 북쪽 경계를 따라 동으로 흘러 북해에 이르고, 오즈강은 요크셔 중심을 북에서 남으로 흐르면서 페나인산맥에서 시작되는 많은 지류들과 합쳐진 후 동쪽으로 방향을 바꿔 험버 하구를 통해 북해로 나아간다.
요크셔는 영국에서 가장 많은 녹지를 지녀 가디언으로부터 "신이 내린 땅", "영국의 정원"과 같은 찬사를 받았다. 요크셔에는 디스트릭트 산, 북 요크 초지, 요크셔 데일즈 등 세 곳의 국립 공원이 있다.

## 교통
요크셔로 통하는 오랜 역사를 가진 영국의 대북로는 지금은 A1 국도로 알려져 있다. 이 국도는 런던에서 출발하여 잉글랜드 중부의 여러 주를 지난 뒤 요크셔에 이르며 에든버러까지 이어진다. 철도로는 이스트 코스트 메인 라인이 런던에서부터 요크를 지나 스코틀랜드로 이어진다. 철도가 발달하기 이전에는 리즈 리버풀 운하가 리즈와 리버풀 사이의 주요 수송로 역할을 하였으며 훌에 주요 항구가 있다. 주요 공항으로는 리즈 브래드퍼드 국제 공항이 있다.

## 문화
요크셔 주민들은 자신들의 문화가 오랜 역사에 걸쳐 영향을 미친 다양한 문명들이 축적된 결과라고 말한다. 켈트족, 로마 제국, 앵글로족, 바이킹, 노르만 왕조 등의 역사가 요크셔의 문화에 영향을 주었다. 그들은 자신들의 역사를 매우 자랑스럽게 여기며 이로부터 요크셔인으로서의 정체성을 느낀다. 요크셔인들은 "티케"라 부르는 특유의 방언을 사용한다. 요크셔 방언은 독립적인 언어로서 영국의 주요 공식 언어 가운데 하나로 인정받았다. 요크셔 특유의 축제로는 요크셔의 유명한 민요인 온 일카 바타트(On Ilkla Moor Baht 'at)에 맞춰 춤추는 롱 스워드 댄스가 있다. 이 민요는 요크셔의 비공식적인 국가이다.

### 건축

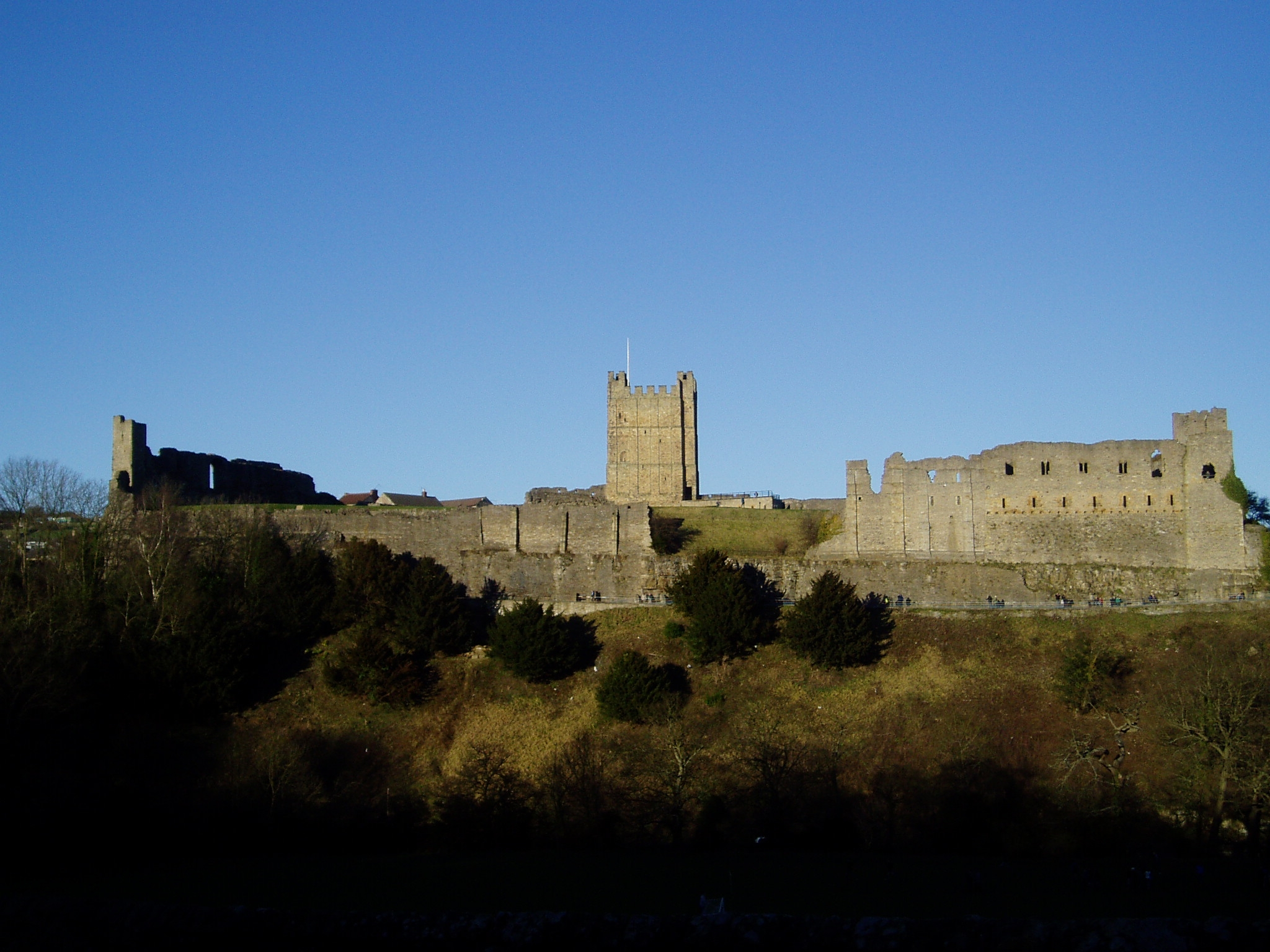
리치먼드성, 1071년 축조

노르만 왕조 이래 요크성, 리치먼드성, 파이컬링성, 보우즈성과 같은 수많은 성들이 요크셔에 세워졌다. 후기에 세워진 성들은 주로 스코틀랜드의 침공을 방어하기 위한 것으로 헬름슬레이성, 스카버러프성, 미들햄성 등이 있다. 이 성들의 유적들은 오늘날에도 남아 있으며 잉글리쉬 헤리터지 홈페이지에서 정보를 확인할 수 있다. 그 중에는 하워드성과 같이 "성"으로 불리지만 궁전 이상의 규모를 갖고 있는 것도 있다.
또한 요크셔에는 리즈 시청 청사, 쉬필드 시청 청사, 요크셔 박물관, 요크 길드 청사와 같은 유서 깊은 건축물들이 있으며, 이 건축물들은 영국의 건축물 목록에 1급 건축물로 등재되어 있으며 네셔널트러스트 운동 등에서 보존 노력을 펼치고 있다.

### 문학과 예술

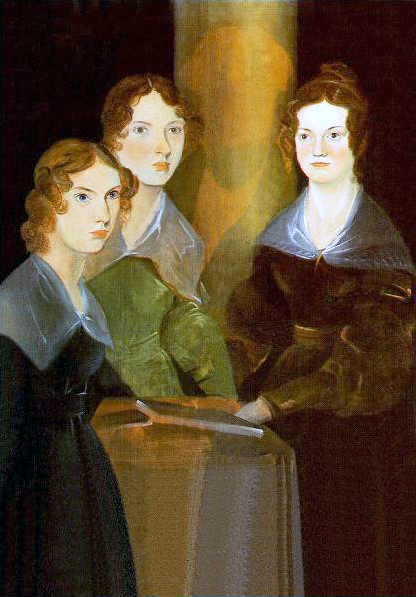
브론테 자매

브론테 자매는 요크셔의 유명한 문인이다. 1800년대 중반에 활발한 작품활동을 했던 브론테 자매의 널리 알려진 작품으로는 《와일드펠 홀의 소작인》(앤 브론테), 《제인 에어》(샬럿 브론테), 《폭풍의 언덕》(에밀리 브론테)가 있다. 또한 《드라큘라》의 저자 브람 스토커가 요크셔 휫비에 살았다.

## 같이 보기
- 요크셔험버
- 요크셔 푸딩
- 요크셔 테리어